# Lehmanniella pulchra
Lehmanniella pulchra är en gentianaväxtart som först beskrevs av W.J. Hooker, och fick sitt nu gällande namn av J.E. Simonis och P.J.M. Maas. Lehmanniella pulchra ingår i släktet Lehmanniella och familjen gentianaväxter. Inga underarter finns listade i Catalogue of Life.